# Tibró d'Esparta
|  | No s'ha de confondre amb Timbró d'Esparta. |

Timbró o Tibró (en llatí Thimbron o Thibron, en grec antic Θίμβρων, Θίβρων) fou un militar espartà.
Va ser enviat com harmost l'any 400 aC amb un exèrcit d'uns 5000 homes, en ajut dels jònics contra el sàtrapa Tisafernes que els volia sotmetre. En arribar va reunir forces locals, i especialment membres de l'exèrcit dels deu mil a Pèrgam i va poder capturar diverses ciutats. Però va permetre a les seves forces el saqueig del país, i va ser substituït en el comandament per Dercil·lides i obligat a retornar a Esparta on el van portar a judici i el van multar. No va poder pagar la multa i va ser enviat a l'exili.
El 392 aC torna a aparèixer, enviat altre cop a l'Àsia Menor contra Estrutes, i sembla que altre cop va ser negligent en els seus deures i en la disciplina i es va dedicar als plaers. En una ocasió Estrutes va enviar un cos de cavalleria que va fer saquejos prop d'on era Timbró i aquest va sortir de manera desordenada per atacar als saquejadors; sobtadament Estrutes va caure sobre Timbró amb una força superior i el va derrotar. Timbró va morir al combat, segons expliquen Xenofont, Diodor de Sicília i Poliè.